# Emil Bretschneider
Emil Bretschneider (1833-1901) est un sinologue, médecin et botaniste, russe d’origine germano-balte, connu pour ses travaux pionniers sur les relations entre la botanique européenne et le savoir sur les plantes médicinales en Chine.
Il donne aussi pour la première fois au public européen un aperçu direct de textes chinois sur l’Asie centrale, l’Inde, l’Arabie et quelques pays occidentaux — jusque-là peu exploités. Mais contrairement aux normes actuelles, il ne donne pas de traduction très fidèle au texte d'origine car il simplifie, omet des tournures importantes ou les passages à teneur religieuse et adapte le style au public occidental.
Il a cependant posé les fondements méthodologiques d’une sinologie comparée et critique, intégrée à l’histoire mondiale, à une époque où la Chine était souvent perçue comme un monde clos, exotique ou spéculatif. Il a ouvert ainsi une voie qui sera approfondie par Henri Cordier, Paul Pelliot, Berthold Laufer, Joseph Needham, et Paul Unschuld.

## Biographie
Emil Bretschneider est né le 4 juillet 1833, à Bankaushof, aujourd’hui connu sous le nom de Benkavas muiža dans le Saldus novads, en Courlande (actuellement en Lettonie) et mort le 10 mai 1901, à Saint-Pétersbourg, en Russie. Il avait un passeport russe et appartenait à cette minorité germano-balte privilégiée, très présente dans l’administration impériale russe, les universités et le corps diplomatique.
Il étudie la médecine à l’école de médecine de l’université de Dorpat (aujourd’hui l’Université de Tartu en Estonie), à l’époque une université de langue allemande de premier plan. Il y obtint son diplôme de médecine en 1857.  C’est là qu’il développe un intérêt pour les langues orientales, et notamment le chinois classique (wenyan 文言), qu’il commença à apprendre en autodidacte. Il maîtrisait déjà le latin, le russe, l’allemand, et lisait aussi le français et l’anglais, ce qui lui facilitait l’accès à la sinologie européenne naissante.
Il est d’abord affecté comme médecin de la légation russe de Téhéran de 1862 à 1865, puis toujours comme médecin aux légations russes à Pékin de 1866 à 1883.
En 1866, la lecture d’un livre intitulé « Cathay and the Way Thither » (« Cathay et les voies qui y mènent ») par l’orientaliste Henry Yule éveilla l’intérêt de Bretschneider pour la sinologie. C’est un recueil de récits de voyages vers la Chine (appelée Cathay au Moyen Âge) et l’Inde, accompagnés d’annotations savantes, de cartes et commentaires comparatifs. Yule s'appuyait principalement sur des traductions de textes arabes et persans, mais il faisait aussi mention de sources chinoises mal connues. Bretschneider comprit qu’il existait une énorme lacune : les textes chinois eux-mêmes étaient encore largement inaccessibles aux historiens européens et il se fixa alors pour objectif de combler ce vide.
C’est sa compétence en chinois classique qui lui permit d’être l’un des tout premiers savants occidentaux à citer avec précision des passages de sources chinoises originales dans ses publications. Il est très probable aussi qu’il possédait au moins une maîtrise fonctionnelle du mandarin impérial (guānhuà 官话) tel qu’il était parlé à Pékin à l’époque.
En 1866, Emil Bretschneider est affecté à la légation de Pékin, où il séjourne pendant dix-sept ans (1866–1883). Il y approfondit sa connaissance du chinois, accède à la Bibliothèque impériale et collecte de nombreuses plantes qu’il envoie aux jardins botaniques européens. Pendant son séjour à Pékin, il se lia d’amitié avec l’archimandrite Palladius Kafarov de la mission de l’Église orthodoxe russe à Pékin, un sinologue célèbre à part entière. Bretschneider a également profité de l’excellente bibliothèque de la mission orthodoxe russe avec une vaste collection de livres chinois sur l’histoire, la géographie et la botanique, il a commencé ses propres recherches de première main dans la littérature chinoise ancienne, en particulier en botanique et en géographie.
Il retourne à Saint-Pétersbourg en 1883. Jusqu’à sa mort en 1901, il continue à publier des études sinologiques. Son approche rigoureuse, fondée sur l’usage des textes chinois originaux, fit de lui un précurseur de l’étude objective et distanciée de la pensée chinoise par des européens, en essayant de la comprendre de l’intérieure.

## Apports principaux de ses travaux

### Liaisons entre les travaux traditionnels chinois sur les plantes et la botanique européenne
Bretschneider a œuvré à tisser des liens entre les riches descriptions chinoises des pharmacopées (bencao) effectuées durant deux millénaires et le savoir scientifique européen sur la botanique développée à partir de la Renaissance.
En 1871, il publie On the Study and Value of Chinese Botanical Works, un ouvrage initialement paru sous forme d’articles entre 1870 et 1871 dans la Chinese Recorder and Missionary Journal. Il y souligne que les œuvres classiques chinoises ne sont pas de simples compilations, mais qu'elles peuvent aussi contenir des observations originales, une autre forme de classification avancée, et une connaissance empirique détaillée des plantes. Il commente et compare les noms, usages et descriptions végétales, en donnant les caractères chinois et la transcription en lettres latines (la romanisation) selon le système du syllabaire de Wade (présent à l’époque à Pékin).

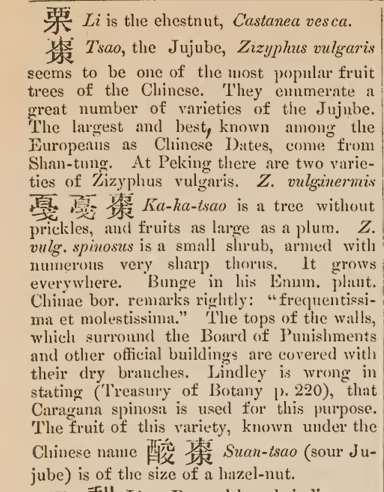
On the Study... exemple du mode de citation par caractère chinois suivi de la transcription phonétique Wade

Pour désigner les plantes chinoises ou les ouvrages chinois, d’une manière qui soit intelligible aussi bien par les sinologues que les botanistes, il choisit (dit-il) de donner systématiquement dans le texte en anglais, les caractères chinois suivis de leur transcription phonétique par le syllabaire de M. Wade, présent à l’époque à Pékin. Cette remarque qui peut paraitre très anodine, marque cependant une innovation qui était destinée à se maintenir. Il est l’un des premiers à traiter les sources chinoises comme sources scientifiques à part entière, non comme simples curiosités « orientales ». Ce qui allait donner aux lecteurs européens sinisants le moyen de contrôler dans les sources chinoises les affirmations de l’auteur.
Malgré la reconnaissance de la valeur descriptive de la botanique chinoise, il rejette cependant catégoriquement la médecine chinoise en tant que système thérapeutique, qu’il considère comme non scientifique au sens occidental du XIXe siècle.
Si On the Study and Value of Chinese Botanical Works se présente comme un plaidoyer pour l’étude des textes chinois dans les sciences naturelles, le Botanicon Sinicum (nouvel ouvrage publié entre 1882 et 1895) est une étude approfondie des plantes décrites dans la littérature chinoise, avec une vue critique et philologique sur la tradition des bencao (ouvrages de matière médicale) chinoises. Par exemple, pour la première plante traitée gancao 甘草, Bretschneider donne une description en s’appuyant sur le Shennong ben cao jing 神农本草经, sur Mingyi bie lu 名医别录 de Tao Hongjing, puis sur Su Song. Il signale que gancao est encore le nom vulgaire en chinois pour réglisse (liquorice) ou Glycyrrhiza, et que selon le naturaliste et explorateur, Nikolaï Prjevalski, la racine de Glycyrrhiza uralensis, une des plantes caractéristiques de l’Ordos où elle y est récoltée par les Mongols, est envoyée par le Fleuve jaune pour approvisionner les marchés chinois. Cette plante a aussi été traitée par le père David [Franchet, Plantae David. Mongol., 93] pour des spécimens venant de la plaine de Pékin etc. Par rapport à son essai de 1871 (On the Study and Value...), le mémoire de la fin du XIXe (de 1882 à 1895), le Botanicon Sinicum, montre une maturité méthodologique en passant d’un plaidoyer général à une analyse fine et contextualisée des espèces traitées, en tissant de nombreux liens éclairants entre les textes chinois et européens.
Bretschneider se situe à la charnière entre deux traditions intellectuelles : d’une part celle de l’érudit philologue, admirateur des vastes corpus chinois de descriptions de plantes, soucieux de les comprendre dans leur langue et d’autre part celle du médecin et rationaliste européen du XIXe siècle, convaincu que la science médicale devait être fondée sur l’expérimentation, la dissection et la physiologie. Il se trouve pris dans une tension insoluble entre l’admiration de la précision descriptives des sources botaniques chinoises et le dénigrement du système thérapeutique basé sur les plantes médicinales et du système conceptuel chinois (comme le qi) qu’il réduit à de la superstition, ce qui l’empêche d’essayer de le comprendre de l’intérieur.
Les générations suivantes de sinologues (notamment Berthold Laufer, Joseph Needham, ou plus tard Paul Unschuld) dépasseront cette posture en intégrant une approche anthropologique et en étudiant la médecine chinoise comme un système théorique et pratique cohérent, sans chercher à évaluer sa valeur scientifique.

### Contribution à la géographie historique chinoise de l’Eurasie
En 1888, Bretschneider publie Mediaeval Researches from Eastern Asiatic Source, un ouvrage dans lequel on trouve entre autres, sa traduction anglaise de trois des ouvrages sur l’histoire et la géographie de l’Asie centrale, à savoir
- Voyage en Occident de Yelü Chucai[n 4], conseiller principal de Gengis Khan ;
- Voyages en Occident du moine taoïste Qiu Chang Chun[n 5]
- Les Pénégrinations de Ye-Lu Hi-Liang[n 6] (le petit-fils de Yelu Chucai), traduits des Annales de la dynastie Yuan.

Ces « Voyage en occident » datant du XIIIe siècle ne doivent pas être confondus avec le célèbre roman fantastique Xī Yóu Jì 西游记, La Pérégrination vers l'Ouest de Wu Cheng'en datant de la fin du XVIe siècle.
Dans le premier texte Extract from the Si Yu Lu, Bretschneider omet ici toute la partie introductive du texte, à forte teneur taoïste, et choisit de commencer le récit du voyage proprement dit, vraisemblablement parce que ce passage est plus historique que religieux.
Bretschneider fait une lecture critique des textes de voyage et de géographie (avec d’abondantes notes de bas de page) comme il l’a fait avec les textes botaniques. Cette utilisation directe des sources chinoises médiévales est un travail pionnier à l’époque. Il applique aux textes chinois (de botanique et de récit de voyage) une méthode historique et philologique proche de celle qu’utilisait Henry Yule pour les sources arabes et persanes. Il identifie des personnages, des peuples et des lieux à travers la romanisation chinoise des noms étrangers, sans donner les caractères chinois (par ex. Dashi = 大食 Arabes, Hualazimo = 花剌子模 Khwārazm) . C’est une contribution majeure à la géographie historique de l’Asie centrale, notamment des XIIIe et XIVe siècles. Par la suite, Paul Pelliot poursuivra le travail de traduction avec une plus grande fidélité linguistique et une plus grande rigueur philologique, rendant aussi son texte plus difficile à lire sans formation sinologique.
Et comme Bretschneider ne donne pas les caractères chinois, et si on veut vérifier son travail en comparant directement la source chinoise à sa traduction, on s’aperçoit qu’il donne une traduction très libre. Bretschneider ne se place pas dans une démarche de traduction universitaire rigoureuse moderne, mais de transmission d’information à partir de sources chinoises peu accessibles et en épurant le texte des éléments mystiques ou symboliques qu’il juge non scientifiques.

## Œuvres
- En 1870, il publie son premier article en sinologie : « Fu Sang-- Qui a découvert l’Amérique ? », suivi de la publication à Londres de « Sur la connaissance possédée par les Chinois des Arabes et des colonies arabes mentionnées dans les livres chinois ».
- On Knowledge Possessed by the Ancient Chinese of the Arabs and Arabian Colonies and Other Western Countries Mentioned in Chinese Books, London: Trübner & Co, 1871.
- On the study and value of Chinese botanical works : with notes on the history of plants and geographical botany from Chinese sources, Rozario, Marcal & Company,, 1871 (lire en ligne)
- Botanicon Sinicum. Notes on Chinese Botany from Native and Western Sources. 3 Bände. London, Trübner 1882/1892/1893 (réimpression de tous les volumes à Shanghai 1895).
  - Part 1 Notes on Chinese Botany from Native and Western Sources, 1882.
  - Part 2 The Botany of the Chinese Classics : With Annotations, Appendix and Index, mit Ernst Faber, 1892.
  - Part 3 Botanical investigations into the materia medica of the ancient Chinese, 1895.* History of European Botanical Discoveries in China, 1898, (Ré-impression: Leipzig, Zentral-Antiquariat der DDR 1962)[4].
- Mediaeval researches from Eastern Asiatic Sources : fragments towards the knowledge of the geography and history of Central and Western Asia from the 13th to the 17th century, London, Trübner's Oriental Series 1888 (2 Bände) (Nachdruck: Frankfurt a. M. : Institute for the Hist. of Arabic-Islamic Science at the J.W. Goethe Universität 1996). (Digitalisat 1, 2)
- Recherches archéologiques et historiques sur Pékin et ses environs, Paris, Leroux 1879 (Publications de l'école des langues orientales vivantes ; Série 1, 12).
- History of European Botanical Discoveries in China, London, Sampson Low, Marston 1898, 2 Bände (Nachdruck Leipzig, Zentral-Antiquariat 1981).
- Map of China and the surrounding regions. 2nd edition. Kelly & Walsh, 1900 (Online).
- Die Pekinger Ebene und das benachbarte Gebirgsland, Gotha, Perthes 1876 (Petermann's Geographische Mittheilungen. Ergänzungsheft N° 46) (Digitalisat).
- Fu-Sang, or who discovered America, Peking 1870.
- Ta-Ts'in Kuo, S.-A., Peking 1870.
- Notes on Chinese medieval travellers to the West, Shanghai 1875.
- Notices of the medieval geography and history of Central and Western Asia, London 1876.
- Early European researches into the flora of China, Shanghai: American Presbyterian Mission Press 1881.
- On the knowledge possessed by the ancient Chinese on the Arabs, London 1871.

## Affiliations académiques
Emil Bretschneider fut membre correspondant de plusieurs institutions savantes de Saint‑Pétersbourg, Berlin, Göttingen et Paris : Académie des sciences de Saint‑Pétersbourg, il était connu dans les cercles de la Royal Asiatic Society (Shanghai et Londres), il était membre correspondant de l’Académie française (une information attestée par DBpedia), il figurait parmi les membres associés étrangers de la Société asiatique à Paris.